# Bruno Irles
Bruno Irles, né le 16 août 1975 à Rochefort (Charente-Maritime) en France, est un footballeur français ayant évolué au poste de défenseur à l'AS Monaco, devenu entraîneur.
Il est depuis 2024 l’entraîneur des Girondins de Bordeaux, club français prestigieux tombé en National 2.

## Biographie

### Carrière de joueur (1994-2003)
Bruno Irles commence le football à l'ACL Mably puis à l'AS Roanne. Lors de la Coupe nationale cadets qu'il effectue avec l'équipe "Rhône Alpes" en 1992, il est repéré par plusieurs clubs professionnels pour intégrer leur centre de formation. Son choix s'oriente sur l'AS Monaco, seul projet lui proposant de poursuivre parallèlement ses études scientifiques.
Sous les ordres de Pierre Tournier et Paul Piétri, lors de la saison 1992/1993, il joue en moins de 17 ans nationaux puis intègre rapidement l'équipe réserve et l'équipe de France juniors de Jean-François Jodar.
Il est lancé en pro par Arsène Wenger avec l'AS Monaco à Caen le 12 août 1994 en Division 1.
Il est même nommé capitaine de l'équipe de France espoirs sous la houlette de Roger Lemerre (finaliste du Tournoi de Toulon) puis de Raymond Domenech.
En club, il remporte deux titres de champion de France avec l'AS Monaco, en 1997 (avec Jean Tigana) et 2000 (avec Claude Puel) ainsi que le Trophée des champions en 2000 face au FC Nantes. Il participe aux différentes campagnes européennes de Monaco, notamment en 1997-1998 lorsque le club atteint les demi-finales de la Ligue des champions.
À la suite d'une blessure à un genou, il met un terme à sa carrière de joueur à la fin de l'été 2003.

### Début de carrière d'entraîneur (2003-2016)

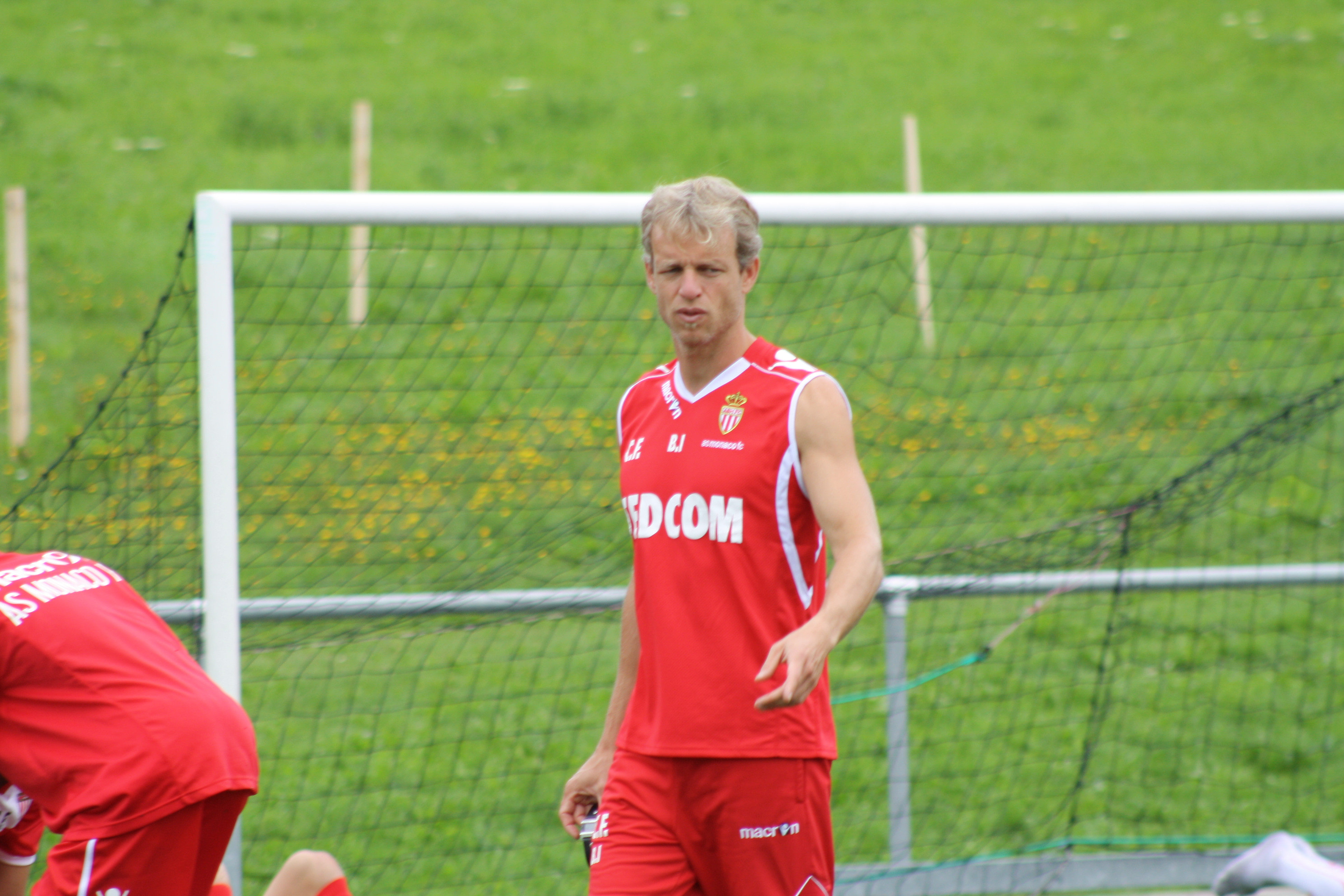
Bruno Irles en 2011 à Monaco.

Bruno Irles commence sa carrière d'entraîneur au centre de formation de l'AS Monaco. Il supervise d'abord les adversaires pour le staff de Didier Deschamps la saison de la finale de la Ligue des champions 2004.
Entre 2005 et septembre 2011, il entraîne l'équipe U17 du club. En septembre 2011, il prend les rênes de l'équipe réserve monégasque en CFA ainsi que la direction du centre de formation.
De nombreux jeunes joueurs monégasques nés entre 1989 et 1999 passent entre ses mains. Certains jouent aujourd'hui dans les plus grands clubs européens : Yannick Ferreira Carrasco, Layvin Kurzawa, Dennis Appiah, Almamy Touré, Abdou Diallo, Valentin Eysseric, Valère Germain ou encore Kylian Mbappé.
Sa gestion du talentueux Mbappé, alors âgé de quinze ans, est mal supportée par le joueur et sa famille. En effet, Bruno Irles l’écarte régulièrement de l’équipe première des moins de 17 ans, lui reprochant son manque d’implication défensive.

#### AC Arles-Avignon
En juin 2014, dans le cadre d'un partenariat amorcé entre l'AS Monaco et l'AC Arles-Avignon, Bruno Irles est nommé entraîneur de l'équipe qui évolue en Ligue 2 avant de devenir adjoint en octobre.

#### Sheriff Tiraspol
Après l'obtention de son brevet d'entraîneur professionnel en 2016, il devient entraîneur principal au Sheriff Tiraspol en Moldavie. Il remporte la Supercoupe de Moldavie en août 2016 et dispute le 2e tour de qualification de la Ligue des Champions. Au soir d'une défaite à l'extérieur fin septembre 2016, il est démis de ses fonctions de façon surprenante alors que son équipe est en tête du championnat moldave avec six victoires en huit matches et est la meilleure attaque de celui-ci.

### Période de consultant TV (2017-2022)
En janvier 2017, alors sans club, il devient consultant sur les chaînes du groupe Canal+. Il démarre à Infosport+ puis intègre l'équipe du Late Football Club sur Canal+Sport à son lancement en août 2017. Chaque semaine, il tient dans l'émission une rubrique Tableau Noir où il analyse en palette une question précise, le jeu d'une équipe ou d'un joueur. Il continue d'intervenir sur le plateau comme consultant en parallèle de sa carrière d'entraîneur jusqu'à sa signature à l'ESTAC Troyes en janvier 2022.

### Reprise du parcours d'entraîneur (2019-)

#### Pau FC
Le 16 janvier 2019, il est nommé entraîneur du Pau FC, qui lutte alors pour le maintien en National. Il démarre par trois victoires consécutives et parvient à maintenir le club en National en terminant à la 10e place avec le deuxième meilleur bilan sur cette période.
La saison 2019-2020 démarre encore mieux. Le Pau FC se retrouve pour la première fois de son histoire en tête du championnat de National et termine même la phase aller à la première place. Le 16 janvier 2020, un an jour pour jour après son arrivée, il réalise un exploit en 16e de finale de la Coupe de France en éliminant Bordeaux (3-2 ap.). Il qualifie le Pau FC pour son premier 8e de finale de Coupe de France depuis 1998.
Son équipe est 1re de National quand le championnat est arrêté en mars 2020 à cause de la pandémie de Covid-19. Il permet au Pau FC d'être promu pour la 1re fois de son histoire en Ligue 2. En fin de contrat, il annonce le 11 mai qu'il n'entraînera pas les Palois la saison suivante en dépit de la montée en Ligue 2.

#### US Quevilly-Rouen
Le 29 mai 2020, il rejoint Quevilly Rouen Métropole en National. Malgré un grand renouvellement d'effectif lors du mercato estival, il parvient rapidement à trouver la bonne alchimie, l'équipe jouant de suite le haut de tableau. Porté par les performances d'Andrew Jung (30 apparitions, 21 buts) et Ottman Dadoune (32 apparitions, 13 buts), le club valide son accession en Ligue 2 le 28 avril 2021, au terme de la 31e journée.
En Ligue 2, malgré le 19e budget du championnat, il conclut la phase aller à la 11e position. Il conduit également le club en 16es de finale de la Coupe de France, éliminé par l'AS Monaco. Bien que son départ ne s'inscrivait pas dans les projets du club, la direction de QRM ne s'y oppose pas afin qu'il puisse saisir l'opportunité qui lui est donnée d'exercer en Ligue 1.

#### ESTAC Troyes
Le 3 janvier 2022, il devient l’entraîneur de l'ESTAC Troyes, où il succède à Laurent Batlles.
Il réalise l'exploit de maintenir Troyes en Ligue 1 pour la 1re fois depuis 16 ans en terminant 15e grâce notamment à des victoires contre Montpellier, Bordeaux, Nantes, Reims et Lille, et un match nul marquant (2-2) au Parc des Princes contre le champion de France le Paris Saint-Germain.
La saison 2022/2023 démarre par 3 défaites, mais Troyes redresse vite la barre et s'installe confortablement en milieu de tableau avec la 5e meilleure attaque du championnat. Il participe également à l'éclosion de jeunes joueurs comme Wilson Odobert (17 ans) et Thierno Baldé (20 ans).
Le 8 novembre 2022, moins d'un an après son arrivée, il est démis de ses fonctions alors que Troyes est 13e de Ligue 1. Claude Robin assure l'intérim.

#### RWD Molenbeek
Le 13 février 2024, Bruno Irles devient le nouvel entraîneur du RWD Molenbeek, en Belgique. Il y remplace Claudio Caçapa, limogé pour manque de résultats et aura pour mission de maintenir le club en division 1A. Irles a signé un contrat portant jusqu'à la fin de la saison avec un renouvellement automatique de un an en cas de maintien.
Le 22 mars 2024, Bruno Irles est démis de ses fonctions, après seulement 5 matches mais avec un bilan désastreux (aucune victoire et un seul point avec une dernière place au classement à la fin de la phase classique du championnat).

#### Girondins de Bordeaux
Le 28 aout 2024, les Girondins de Bordeaux, relégués administrativement en National 2, officialisent la nomination de Bruno Irles en tant qu'entraîneur de l'équipe première. Il est épaulé de Dado Prso.

## Statistiques

### Joueur
| Saison                | Club                  | Championnat           | Championnat | Championnat | Coupe nationale | Coupe nationale | Coupe de la Ligue | Coupe de la Ligue | Supercoupe | Supercoupe | Compétition(s) continentale(s) | Compétition(s) continentale(s) | Compétition(s) continentale(s) | Total | Total |
| Saison                | Club                  | Division              | M.          | B.          | M.              | B.              | M.                | B.                | M.         | B.         | Comp.                          | M.                             | B.                             | M.    | B.    |
| 1994-1995             | AS Monaco             | Division 1            | 1           | 0           | -               | -               | -                 | -                 | -          | -          | -                              | -                              | -                              | 1     | 0     |
| 1995-1996             | AS Monaco             | Division 1            | 7           | 0           | 1               | 0               | 3                 | 0                 | -          | -          | C3                             | -                              | -                              | 11    | 0     |
| 1996-1997             | AS Monaco             | Division 1            | 11          | 0           | -               | -               | 1                 | 0                 | -          | -          | C3                             | 4                              | 0                              | 16    | 0     |
| 1997-1998             | AS Monaco             | Division 1            | 10          | 0           | -               | -               | 1                 | 0                 | -          | -          | C1                             | 5                              | 0                              | 16    | 0     |
| 1998-1999             | AS Monaco             | Division 1            | 7           | 0           | -               | -               | -                 | -                 | -          | -          | C3                             | 3                              | 0                              | 10    | 0     |
| 1999-2000             | AS Monaco             | Division 1            | 8           | 0           | 1               | 0               | -                 | -                 | -          | -          | C3                             | 1                              | 0                              | 10    | 0     |
| 2000-2001             | AS Monaco             | Division 1            | 9           | 0           | -               | -               | -                 | -                 | 1          | 0          | C1                             | 6                              | 0                              | 16    | 0     |
| 2001-2002             | AS Monaco             | Division 1            | 4           | 0           | -               | -               | -                 | -                 | -          | -          | -                              | -                              | -                              | 4     | 0     |
| Total sur la carrière | Total sur la carrière | Total sur la carrière | 57          | 0           | 2               | 0               | 5                 | 0                 | 1          | 0          | -                              | 19                             | 0                              | 84    | 0     |

### Entraîneur
| Équipe                | de              | à                 | Statistiques | Statistiques | Statistiques | Statistiques | Statistiques |
| Équipe                | de              | à                 | J            | V            | N            | D            | % de v.      |
| --------------------- | --------------- | ----------------- | ------------ | ------------ | ------------ | ------------ | ------------ |
| AC Arles              | 12 juin 2014    | 7 novembre 2014   | 11           | 3            | 4            | 4            | 27,27        |
| Sheriff Tiraspol      | 20 juin 2016    | 23 septembre 2016 | 11           | 7            | 1            | 3            | 63,64        |
| Pau FC                | 16 janvier 2019 | 11 mai 2020       | 47           | 25           | 11           | 11           | 53,19        |
| US Quevilly-Rouen     | 18 mai 2020     | 3 janvier 2022    | 60           | 27           | 16           | 17           | 45,00        |
| ESTAC Troyes          | 3 janvier 2022  | 8 novembre 2022   | 33           | 8            | 11           | 14           | 24,24        |
| RWD Molenbeek         | 14 février 2024 | 23 mars 2024      | 5            | 0            | 1            | 4            | 00,00        |
| Girondins De Bordeaux | 28 aout 2024    | En poste          | 1            | 0            | 1            | 0            | 00,00        |
| Total                 | 12 juin 2014    | 23 mars 2024      | 167          | 70           | 44           | 53           | 41,92        |

Dernière mise à jour : 31 aout 2024

## Palmarès

### Joueur
- Champion de France en 1997 et 2000 avec l'AS Monaco
- Vainqueur du Trophée des champions 1997[22] et 2000 avec l'AS Monaco
- Vainqueur de la Coupe de la Ligue en 2003[22].

### Entraîneur
- Vainqueur de la Supercoupe de Moldavie en 2016 avec le FC Sheriff Tiraspol.
- Montée en Ligue 2 en 2020 avec le Pau FC et en 2021 avec Quevilly Rouen Métropole.